# Боевское сельское поселение
Боевское сельское поселение — муниципальное образование в Каширском районе Воронежской области.
Административный центр — село Боево.

## География

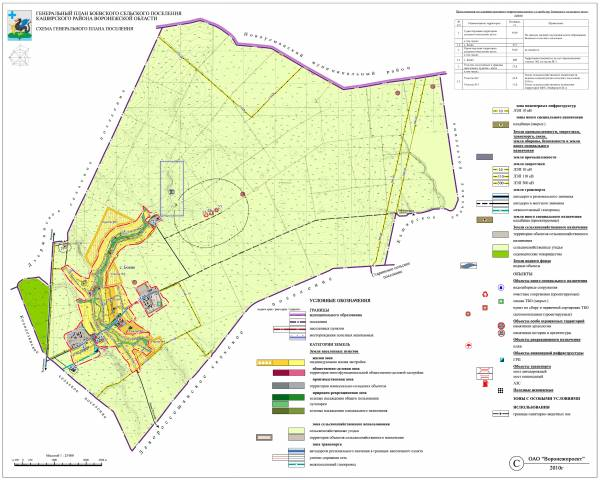
Границы Боевского сельского поселения

Боевское сельское поселение входит в состав Каширского муниципального района Воронежской области и расположено в северо-западной его части. Административным центром и единственным населенным пунктом на территории поселения является с. Боево. расположенное в 32 км южнее от г. Воронежа.
Боевское сельское поселение граничит на севере с Воронежским сельским поселением, Никольским и Рогачевским сельскими поселениями Новоусманского муниципального района; на западе — с Дзержинским сельским поселением Каширского муниципального района, на юго-западе и юге — Колодезянским сельским поселением, на юго-востоке с Левороссошанским сельским поселением, на востоке — Каширским сельским поселением Каширского муниципального района.

### Климат

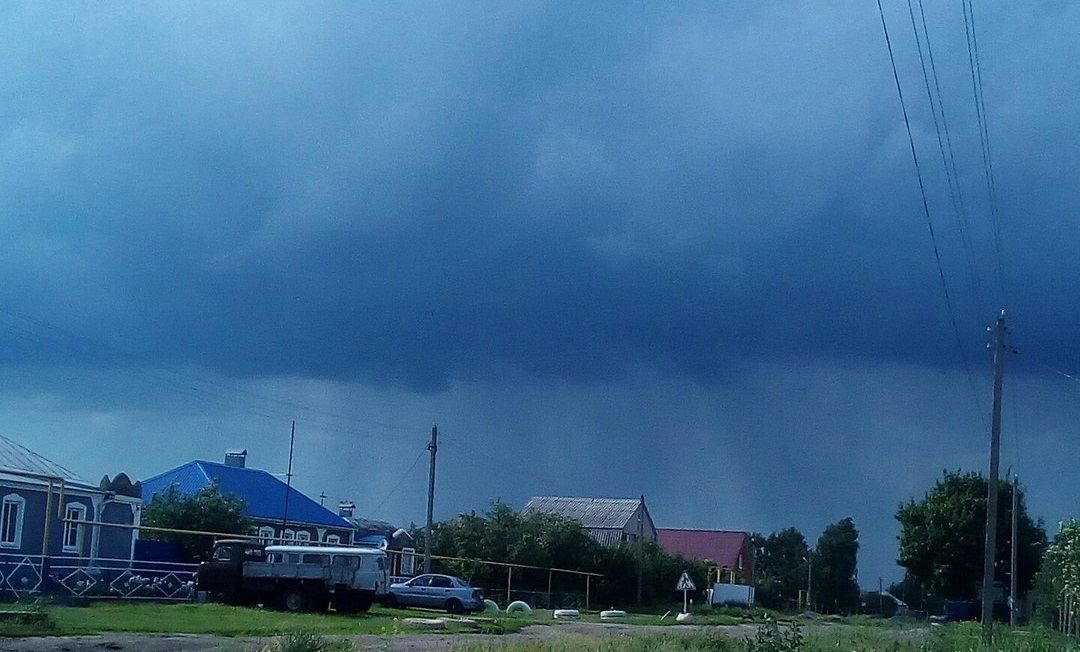
Дождливое лето 2017 года

Боевское поселение расположено в зоне умеренного климата. Зима умеренно-морозная, как правило, с устойчивым снежным покровом, который образуется реже в конце ноября, чаще в первой декаде декабря. Довольно часто бывают оттепели, сопровождающиеся дождями (особенно в декабре). Январь умеренный, также довольно часто бывает понижение температуры ниже −20 °C, которые могут продолжаться до недели и более. Февраль как правило снежный, часто бывают метели. Весна наступает в конце марта и сопровождается как правило быстрым таянием снежного покрова. Апрель мягкий, бывает холодным, реже жарким, что получило научное название «резкий переход из весны в лето». В мае 2014 года наблюдалась высокая температура доходящая до +29,2 °C, этот абсолютный максимум привел к засухе, которая в свою очередь привела к снижению урожайности зерновых. Лето тёплое, даже жаркое (особенно июль и первая половина августа), в отдельные годы — дождливое, в отдельные годы — засушливое. Осень мягкая и дождливая.
- Среднегодовая температура — +6,9 °C (в среднем температура воздуха в селе превышает +15 °C 107 дней)
- Среднегодовая скорость ветра — 3,2 м/с
- Среднегодовая влажность воздуха — 74 %
- Среднегодовое количество осадков — 520—550 мм.

Боевское сельское поселение находится в лесостепи, почвенный покров — плодородный чернозём. На территории поселения расположен 1 пруд. Также на границе с Левороссошанским сельским поселением бьют родники.
Полезные ископаемые
На территории поселения находятся залежи минеральных жёлтой и голубой глины.

## История
Статус и границы установлены 18 ноября 2004 года.

## Население
| 2010 | 2012  | 2013  | 2014  | 2015  | 2016  | 2017  | 2018  |
| ---- | ----- | ----- | ----- | ----- | ----- | ----- | ----- |
| 2080 | ↘2047 | ↗2049 | ↘2037 | ↘2026 | ↘2001 | ↘1985 | ↘1961 |

## Административное деление
В состав поселения входит единственный населенный пункт село Боево.

## Местное самоуправление
Главы поселения
- Анатолий Григорьевич Машков
- Юрий Иванович Кудрявцев
- Анатолий Григорьевич Машков
- Юрий Григорьевич Машков[11]
- Наталья Николаевна Широких
- и.о. главы Людмила Шаранина

## Инфраструктура
В поселении действуют два ФАПа, дом культуры, школа, детский сад, библиотека, почта, отделение Сбербанка, православная церковь, магазины.

## Транспорт
Боевское поселение связано с населенными пунктами района дорогами регионального значения. По территории поселения проходят: автодороги регионального значения Воронеж — Нововоронеж и Воронеж — Нововоронеж — с. Боево. Последняя проходит через территорию села. Два автобуса № 166, 329 связывают поселение с г. Воронеж, а автобус № 134 с селом Каширское, которое является районным центром. Также в 7,3 км от села проходит ЮВЖД, со станцией в поселке Колодезный.

## Русская православная церковь
Храм Святой Параскевы Пятницы. Построен во второй половине XIX века.

## Достопримечательности
На территории села находятся земская школа, построенная в XIX веке, и памятник археологии — могильные курганы относящиеся к II веку до н. э.

## Интересные факты
В Боево в 1974 году проходили натурные съемки фильма Последняя встреча.

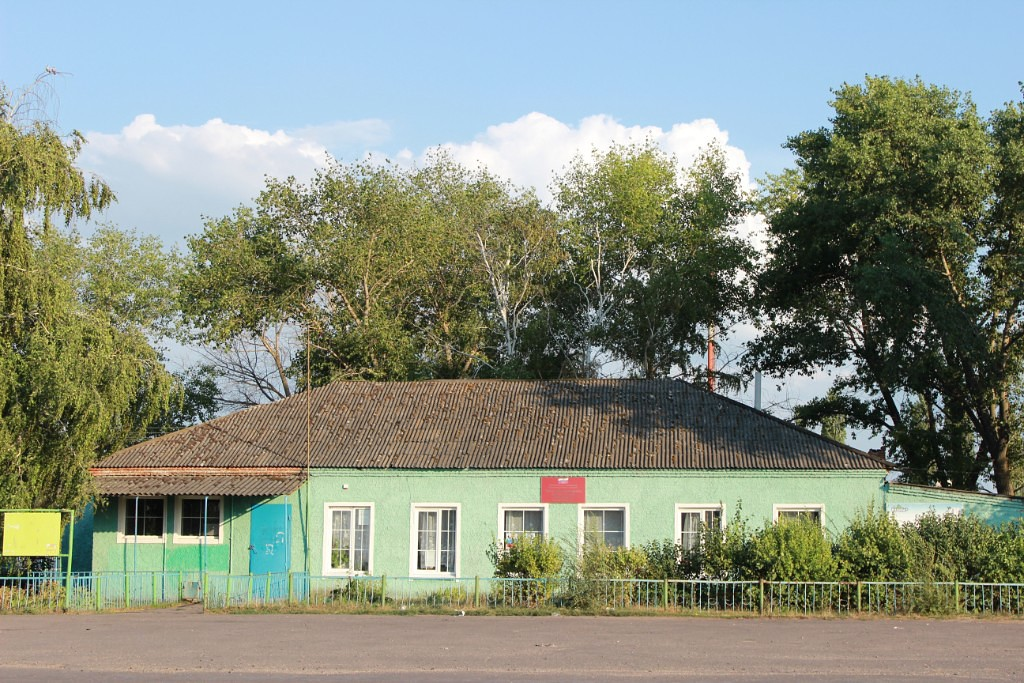
Боевский ДК

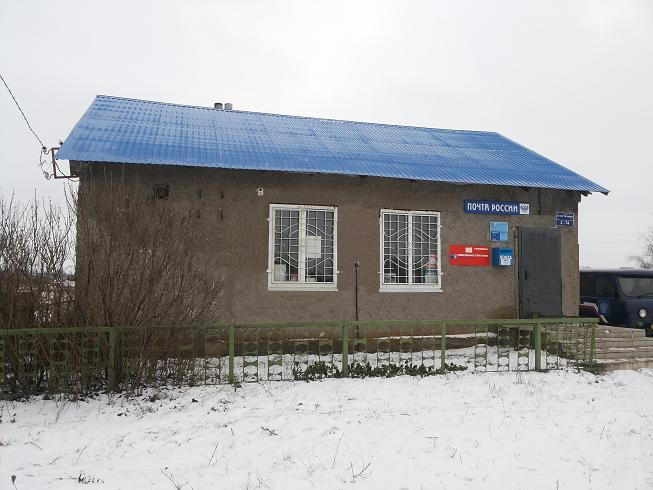
Здание отделения Почты Россия

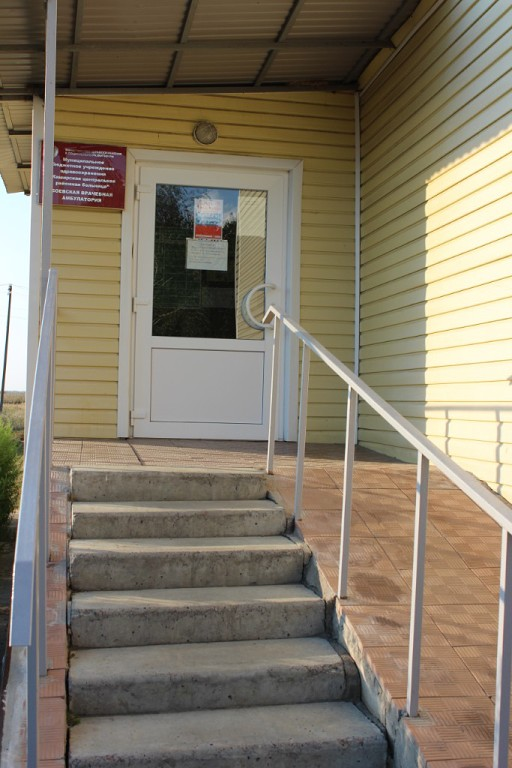
Фельдшерско-акушерский пункт

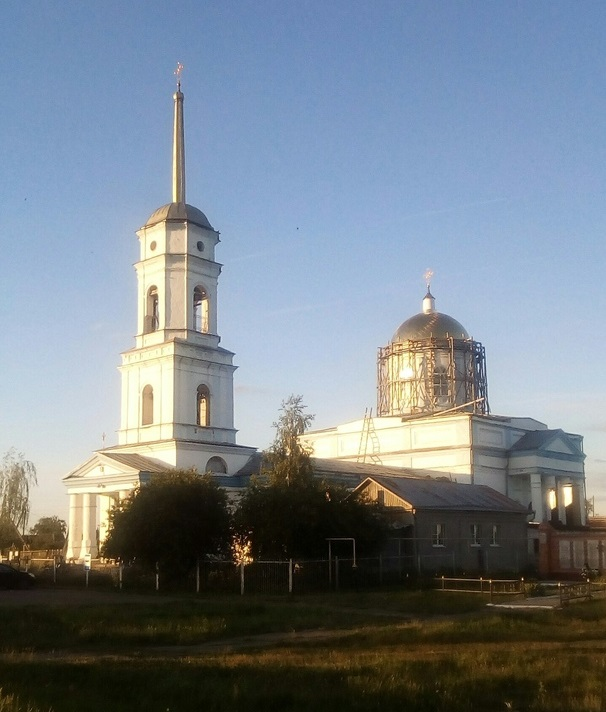
Пятницкая церковь. XIX век.